# لابارونیا د ریالپ
لابارونیا د ریالپ (به اسپانیایی: Baronía de Rialp) یک دهستان در اسپانیا است که در Noguera واقع شده‌است. لابارونیا د ریالپ ۱۴۵٫۱ کیلومتر مربع مساحت و ۲۳۵ نفر جمعیت دارد و ۷۴۷ متر بالاتر از سطح دریا واقع شده‌است.